# Пан де Паскуа
Пан де Паскуа — чилійський пиріг, який традиційно їдять на Різдво. Хоча «Паскуа» в першу чергу означає Пасху, а в другу чергу означає Великдень, воно також може означати Різдво та Богоявлення. У Чилі як Navidad, так і Pascua використовуються для позначення Різдва. Попри назву, це пиріг із тіста, а не справжній хліб. Він схожий на солодкий бісквіт, приправлений імбиром і медом. Зазвичай він містить цукати, родзинки, волоські горіхи та мигдаль.
Пан де Паскуа спочатку був завезений до Чилі німецькими іммігрантами. Чилійська версія поєднує в собі характеристики німецького Штолен та італійського Пандоро.

## Історія
Вважається, що він походить з Німеччини або Італії, де його виготовляють з дріжджів і марципану. Потім додають мигдаль, сухофрукти та горіхи, щоб нагадати про багаті фрукти місця, де народився Ісус.
Коли він потрапив до Чилі, був створений так званий «pan de Pascua criollo», який замінив сухофрукти на цукати, а бісквіт став темнішого кольору. Зазвичай його їдять з кока-колою, традиційним напоєм. Також, як результат німецької імміграції, на півдні Чилі з'явився різновид паски, тісто для якої виготовляється з солоду та ароматичних есенцій, таких як мускатний горіх і гвоздика.
Цей хліб є одним з багатьох різновидів цього виду різдвяної їжі у світовій гастрономії, включаючи англійський різдвяний пудинг, італійські пандоро та панеттоне, а також німецький штоллен.
У 2021 році Асоціація хлібопекарської промисловості Сантьяго (Indupan A.G.) заснувала щорічний конкурс «Найкращий великодній хліб у Чилі», який вона обирає спільно з Федерацією хлібопекарської промисловості Чилі (Fechipan).